# Tocco da Casauria
Tocco da Casauria ist italienische Gemeinde (comune) mit 2346 Einwohnern (Stand 31. Dezember 2024) in der Provinz Pescara, Region Abruzzen.

## Geografie
Die Gemeinde liegt etwa 45 km südwestlich der Provinzhauptstadt Pescara in der vorapenninischen Hügellandschaft auf einer Höhe von 356 m s.l.m. Durch das Gemeindegebiet fließt der Pescara. Zu den Ortsteilen (Fraktionen) zählen Francoli, Marano, Osservanza und Rovetone.
Die Nachbargemeinden sind: Bolognano, Bussi sul Tirino, Castiglione a Casauria, Torre de’ Passeri, Popoli Terme und Salle.

## Geschichte
Im Jahr 872 wurde Tocco da Casauria erstmals urkundlich erwähnt. Im 13. Jahrhundert wurden die Kirche Sant’Eustachio und die Burg Caracciolo erbaut. Bei den Erdbeben in den Jahren 1456 und 1706 wurde ein Großteil des Ortes zerstört.

## Sehenswürdigkeiten
Die Kirche Sant’Eustachio wurde im 12. Jahrhundert errichtet. Das Gebäude wurde teilweise durch das Erdbeben von 1706 zerstört und sofort wieder aufgebaut. In der Fassade eingebettet befinden sind zwei prächtige hohe Reliefs aus dem 16. Jahrhundert. Das Innere besteht aus drei Schiffen.
Das Castello Caracciolo wurde zwischen 1187 und 1220 erbaut. Nachdem die Burg beim Erdbeben von 1456 stark beschädigt worden war, baute man im Renaissance-Stil mit einer rechteckigen Form die Türme und die Innenhöfe um. Damals wohnte die Familie Scali-Caracciolo aus Scafa in der Burg, heute ist die Burg im Besitz der Gemeinde.

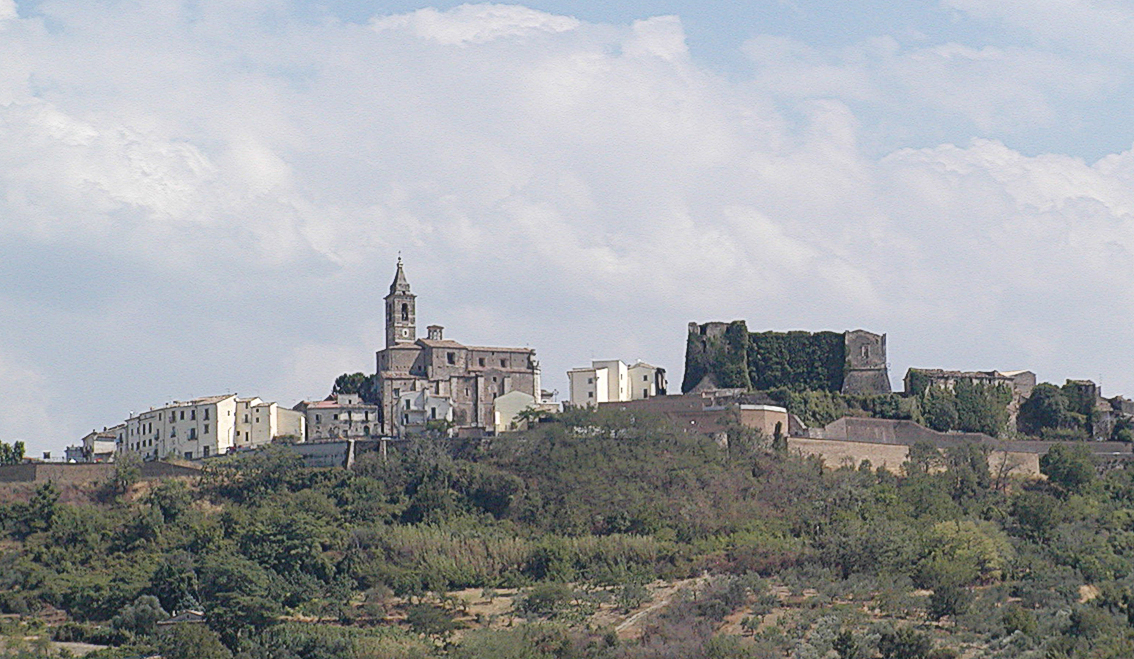
Blick auf Tocco da Casauria
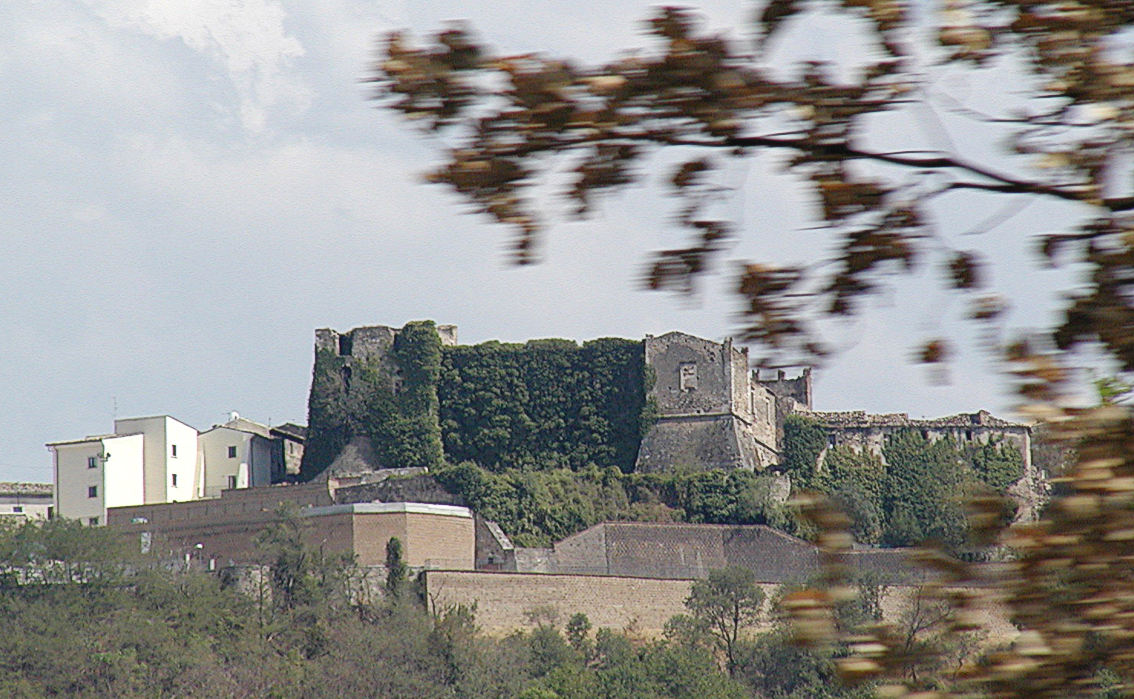
Castello di Caracciolo
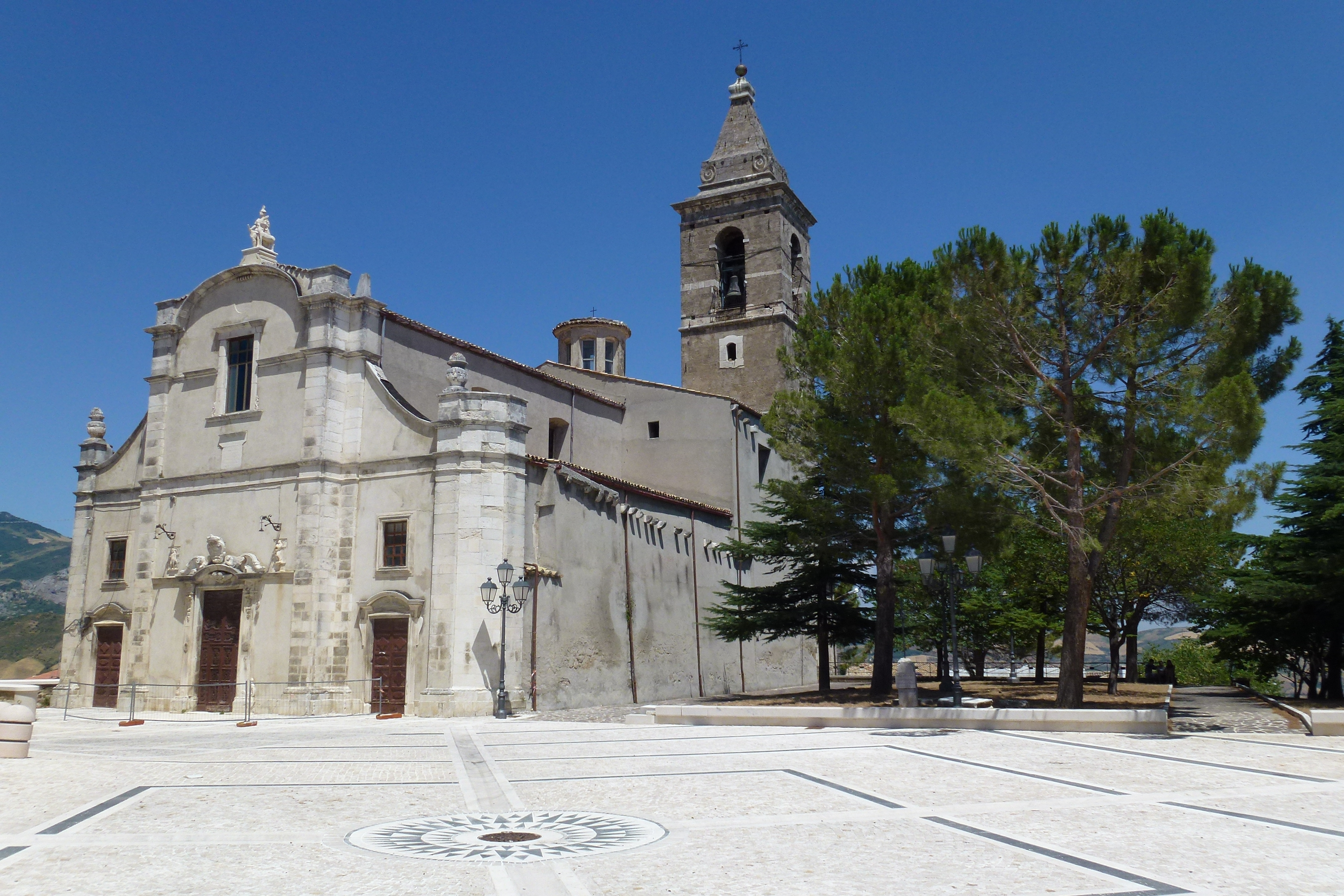
Pfarrkirche Sant’Eustachio

## Weinbau
In der Gemeinde werden Reben der Sorte Montepulciano für den DOC-Wein Montepulciano d’Abruzzo angebaut. In Tocco da Casauria wird auch viel Olivenöl produziert.